# Copa Profesional de Microfútbol 2017 (Colombia)
La Copa Profesional Masculina de Microfútbol fue la décima edición de la Copa Profesional de Microfútbol organizada por la División Nacional de Fútbol de Salón y la Federación Colombiana de Fútbol de Salón. Comenzará a disputarse el 20 de mayo con 24 equipos teniendo como principal novedad una Jornada de Clásicos los cuales otorgarán puntos extras para clasificación, y contará con cinco fases.

## Sistema de juego
El sorteo se realizó con base a las posiciones geográficas de los equipos para dividirlos en tres grupos de ocho equipos cada uno de la siguiente manera:
- Grupo A: Zona Norte y Nororienta, y Occidental del país.
- Grupo B: Zona Centro y Suroccidente del país.
- Grupo C: Valle del Cauca, Tolima, Huila, Nariño y el Eje cafetero.

Las fases del torneo serán las siguientes:
- Primera fase: Disputada del 20 de mayo al 2 de septiembre en formato todos contra todos en ida y vuelta para un total de 14 jornadas. Adicionalmente se jugarán dos jornadas de clásicos el 1 y 8 de julio.

- Octavos de final: Se jugarán del 9 al 16 de septiembre por los cinco primeros equipos de cada grupo y el mejor sexto para un total de dieciséis clasificados disputándose llaves de eliminación directa de ida y vuelta siendo el local en el segundo partido el equipo con mejor puntuación en la fase anterior; las llaves se definirán de la siguiente manera:

-Llave 1 (1° Grupo A vs. Mejor 6°)
-Llave 2 (1° Grupo B vs. 5° Grupo A)
-Llave 3 (1° Grupo C vs. 5° Grupo B)
-Llave 4 (2° Grupo A vs. 5° Grupo C)
-Llave 5 (2° Grupo B vs. 4° Grupo A)
-Llave 6 (2° Grupo C vs. 4° Grupo B)
-Llave 7 (3° Grupo A vs. 4° Grupo C)
-Llave 8 (3° Grupo B vs. 3° Grupo C) 
- Cuartos de final: Disputada del 23 al 30 de septiembre por los ocho equipos ganadores de cada llave en la fase anterior enfrentándose de la siguiente manera:

-Llave A (Ganador Llave 1 vs. Ganador Llave 8)
-Llave B (Ganador Llave 2 vs. Ganador Llave 7)
-Llave C (Ganador Llave 3 vs. Ganador Llave 6)
-Llave D (Ganador Llave 4 vs. Ganador Llave 5)
- Semifinales: Disputada del 7 al 14 de octubre por los cuatro equipos ganadores de cada llave en la fase anterior enfrentándose de la siguiente manera:

-Semifinal 1 (Ganador Llave A vs. Ganador Llave D)
-Semifinal 2 (Ganador Llave B vs. Ganador Llave C)
- Final: Jugada el 21 y 28 de octubre por los ganadores de cada semifinal para definir al campeón del torneo.

## Datos de los clubes
Participaron en esta edición 24 equipos de 16 departamentos en 23 ciudades diferentes.
| Equipo                       | Departamento    | Ciudad              | Coliseo                            | Aforo |
| ---------------------------- | --------------- | ------------------- | ---------------------------------- | ----- |
| Alianza Oriente              | Cundinamarca    | Une                 | Coliseo Gustavo Moya               |       |
| Belcor Halcones Cundinamarca | Cundinamarca    | La Calera           | Coliseo Paseo Real                 |       |
| Bello Independiente          | Antioquia       | Bello               | Coliseo Tulio Ospina               |       |
| Bolívar Sí Avanza FSC        | Bolívar         | Cartagena de Indias | Coliseo Northon Madrid             |       |
| Caciques del Quindío FSC     | Quindío         | Calarcá             | Coliseo del Sur                    | 5 000 |
| Caporos Sinú                 | Córdoba         | Cereté              | Coliseo Mario León                 |       |
| Club Deportivo Campaz        | Valle del Cauca | Cali                | Coliseo Mariano Ramos              |       |
| Club Faraones Pitalito       | Huila           | Pitalito            | Coliseo Cubierto Municipal         |       |
| Club Palmira Futsalón        | Valle del Cauca | Palmira             | Coliseo Cubierto Ramón E. Mazuera  |       |
| Club Tundama FSC             | Boyacá          | Duitama             | Coliseo Mayor                      |       |
| Esmeraldas Chiquinquirá FSC  | Boyacá          | Chiquinquirá        | Coliseo de los Deportes Indecur    |       |
| Guerreros Pijaos             | Tolima          | El Espinal          |                                    |       |
| Heroicos de Cartagena FSC    | Bolívar         | Cartagena de Indias | Coliseo Northon Madrid             |       |
| Independiente Santander FSC  | Santander       | Bucaramanga         | Coliseo Edmundo Luna Santos        |       |
| La Noria FSC - Fusagasugá    | Cundinamarca    | Fusagasugá          | Coliseo Cubierto Coburgo           |       |
| Milagroso Buga FSC           | Valle del Cauca | Guadalajara de Buga | Coliseo Luis Ignacio Álvarez       |       |
| Nariño FS                    | Nariño          | Pasto               | Coliseo Sergio Antonio Ruano       |       |
| Talentos Dosquebradas        | Risaralda       | Dosquebradas        | Coliseo Municipal                  |       |
| Real Caldas FS               | Caldas          | Manizales           | Coliseo Ramón Marín Vargas         |       |
| Real Opita FSC               | Huila           | Neiva               | Coliseo Álvaro Sánchez Silva       |       |
| Real Valledupar Futsalón     | Cesar           | Valledupar          | Coliseo Julio Monsalvo             |       |
| Sabana Cundinamarca CFS      | Cundinamarca    | Cogua               | Coliseo Municipal                  |       |
| Tuluá Gane Super Giros       | Valle del Cauca | Tuluá               | Coliseo Benicio Echeverry          |       |
| Visionarios de Sincelejo     | Sucre           | Sincelejo           | Coliseo Polideportivo Las Delicias |       |

## Fase de grupos
En esta fase, los 24 equipos participantes se dividen en tres grupos, y en cada grupo se ubican ocho equipos, los cuales juegan partidos ida y vuelta del 20 de mayo al 2 de septiembre, en el formato de todos contra todos. Los equipos que se ubiquen en las cinco primeras posiciones avanzan a los octavos de final además del mejor sexto entre los tres grupos.
|  |                                                 |
|  | Clasificados a Octavos de final                 |
|  | Clasificado como mejor sexto a Octavos de final |
|  | Eliminados.                                     |

### Grupo A
| Equipo                  | Pts | SC | PJ | PG | PE | PP | GF | GC | Dif |
| ----------------------- | --- | -- | -- | -- | -- | -- | -- | -- | --- |
| Visionarios             | 21  | 3  | 14 | 8  | 2  | 4  | 47 | 36 | 11  |
| Valledupar Futsalón     | 21  | 1  | 14 | 7  | 6  | 1  | 38 | 23 | 15  |
| Heroicos FSC            | 21  | 3  | 14 | 7  | 4  | 3  | 47 | 34 | 13  |
| Bolívar FSC             | 16  | 0  | 13 | 6  | 4  | 3  | 47 | 27 | 20  |
| Caporos Sinú            | 13  | 0  | 13 | 6  | 1  | 6  | 35 | 38 | -3  |
| Independiente Santander | 13  | 2  | 14 | 5  | 1  | 8  | 37 | 44 | -7  |
| Esmeraldas FSC          | 9   | 3  | 14 | 1  | 4  | 9  | 30 | 58 | -28 |
| Bello Independiente     | 6   | 0  | 14 | 2  | 2  | 10 | 15 | 36 | -21 |

| Primera | Esmeraldas          | 6 : 6  | Heroicos            | De Los Deportes, Chiquinquirá | 20 de mayo  | 16:30    | Señal Colombia  |
| Primera | Bello Independiente | 3 : 3  | Visionarios         | Tulio Ospina, Bello           | 20 de mayo  | 20:00    | Sin transmisión |
| Primera | Bolívar FSC         | 3 : 4  | Real Valledupar     | Northon Madrid, Cartagena     | 20 de mayo  | 20:00    | Sin transmisión |
| Primera | Caporos Sinú        | 4 : 1  | Indep. Santander    | Cereté                        | 6 de julio  | 00:00    | Sin transmisión |
| Segunda | Visionarios         | 3 : 5  | Heroicos            | Las Delicias, Sincelejo       | 27 de mayo  | 20:00    | Sin transmisión |
| Segunda | Indep. Santander    | 6 : 1  | Esmeraldas          | Vicente Díaz, Bucaramanga     | 27 de mayo  | 20:00    | Sin transmisión |
| Segunda | Real Valledupar     | 4 : 1  | Caporos Sinú        | Julio Monsalvo, Valledupar    | 27 de mayo  | 20:00    | Sin transmisión |
| Segunda | Bello Independiente | 2 : 2  | Bolívar FSC         | Tulio Ospina, Bello           | 27 de mayo  | 20:00    | Sin transmisión |
| Tercera | Caporos Sinú        | 3 : 1  | Bello Independiente | Mario León, Cereté            | 3 de junio  | 17:00    | Sin transmisión |
| Tercera | Bolívar FSC         | 2 : 3  | Visionarios         | Centro Alto Rendim., Bolívar  | 3 de junio  | 18:00    | Sin transmisión |
| Tercera | Esmeraldas          | 4 : 4  | Real Valledupar     | IMDECUR, Chiquinquirá         | 3 de junio  | 18:00    | Sin transmisión |
| Tercera | Heroicos            | 3 : 1  | Indep. Santander    | Northon Madrid, Cartagena     | 3 de junio  | 20:00    | Sin transmisión |
| Cuarta  | Real Valledupar     | 1 : 1  | Heroicos            | Julio Monsalvo, Valledupar    | 7 de mayo   | 15:30    | Sin transmisión |
| Cuarta  | Bello Independiente | 5 : 2  | Esmeraldas          | Tulio Ospina, Bello           | 7 de mayo   | 19:00    | Sin transmisión |
| Cuarta  | Visionarios         | 1 : 2  | Indep. Santander    | Las Delicias, Sincelejo       | 7 de mayo   | 20:00    | Sin transmisión |
| Cuarta  | Bolívar FSC         | 6 : 1  | Caporos Sinú        | Northon Madrid, Cartagena     | 7 de mayo   | 20:00    | Sin transmisión |
| Quinta  | Indep. Santander    | 2 : 4  | Real Valledupar     | Edmundo Luna, Bucaramanga     | 10 de junio | 16:30    | Señal Colombia  |
| Quinta  | Heroicos            | 5 : 1  | Bello Independiente | Northon Madrid, Cartagena     | 10 de junio | 17:00    | Sin transmisión |
| Quinta  | Esmeraldas          | 3 : 3  | Bolívar FSC         | Imdecur, Chiquinquirá         | 10 de junio | 18:00    | Sin transmisión |
| Quinta  | Caporos Sinú        | 0 : 4  | Visionarios         | Mario León, Cereté            | 11 de junio | 14:00    | Sin transmisión |
| Sexta   | Caporos Sinú        | 6 : 1  | Esmeraldas          | Mario León, Cereté            | 15 de junio | 18:00    | Sin transmisión |
| Sexta   | Visionarios         | 6 : 5  | Real Valledupar     | Las Delicias, Sincelejo       | 17 de junio | 20:00    | Sin transmisión |
| Sexta   | Bello Independiente | 3 : 0  | Indep. Santander    | Tulio Ospina, Bello           | 17 de junio | 20:00    | Sin transmisión |
| Sexta   | Bolívar FSC         | 3 : 3  | Heroicos            | Northon Madrid, Cartagena     | 17 de junio | 20:00    | Sin transmisión |
| Séptima | Esmeraldas          | 5 : 5  | Visionarios         | Imdecur Chiquinquirá          | 23 de junio | 18:00    | Sin transmisión |
| Séptima | Real Valledupar     | 3 : 1  | Bello Independiente | Julio Monsalvo, Sincelejo     | 24 de junio | Aplazado | Sin transmisión |
| Séptima | Indep. Santander    | 3 : 10 | Bolívar FSC         | Edmundo Luna, Bucaramanga     | 24 de junio | 20:00    | Sin transmisión |
| Séptima | Heroicos            | 2 : 0  | Caporos Sinú        | Northon Madrid, Cartagena     | 24 de junio | 20:00    | Sin transmisión |

| Primera | Caporos Sinú        | 1 : 1       | Visionarios         | Mario León, Cereté         | 1 de julio | 11:00 | Sin transmisión |
| Primera | Esmeraldas          | 3 : 0       | Bello Independiente | Indecur, Chiquinquirá      | 1 de julio | 16:00 | Sin transmisión |
| Primera | Indep. Santander    | 8 : 1       | Real Valledupar     | Edmundo Luna, Bucaramanga  | 1 de julio | 18:30 | Sin transmisión |
| Primera | Bolívar FSC         | 2 : 3       | Heroicos            | Northon Madrid             | 1 de julio | 20:00 | Sin transmisión |
| Segunda | Real Valledupar     | 6 : 1 (2:3) | Indep. Santander    | Julio Monsalvo, Valledupar | 7 de julio | 00:00 | Sin transmisión |
| Segunda | Bello Independiente | 0 : 3       | Esmeraldas          | O.K.                       | 8 de julio | 00:00 | Sin transmisión |
| Segunda | Visionarios         | 3 : 1       | Caporos Sinú        | Las Delicias, Sincelejo    | 8 de julio | 16:30 | Señal Colombia  |
| Segunda | Heroicos            | 5 : 4       | Bolívar FSC         | Northon Madrid, Cartagena  | 8 de julio | 18:00 | Sin transmisión |

| Primera | Heroicos            | 7 : 3 | Esmeraldas          | Northon Madrid, Cartagena  | 15 de julio  | 00:00 | Sin transmisión |
| Primera | Real Valledupar     | 1 : 1 | Bolívar FSC         | Julio Monsalvo, Valledupar | 15 de julio  | 00:00 | Sin transmisión |
| Primera | Indep. Santander    | 4 : 1 | Caporos Sinú        | Edmundo Luna, Bucaramanga  | Aplazado     | 00:00 | Sin transmisión |
| Primera | Bello Independiente | 0 : 3 | Visionarios         | O.K                        | 15 de julio  | 00:00 | Sin transmisión |
| Segunda | Esmeraldas          | 5 : 4 | Indep. Santander    | Imdecur, Chiquinquirá      | 21 de julio  | 21:00 | Sin transmisión |
| Segunda | Caporos Sinú        | 3 : 3 | Real Valledupar     | Happy Lora, Montería       | 22 de julio  | 16:00 | Sin transmisión |
| Segunda | Heroicos            | 3 : 0 | Visionarios         | Northon Madrid, Cartagena  | 22 de julio  | 20:00 | Sin transmisión |
| Segunda | Bolívar FSC         | 3 : 0 | Bello Independiente | O.K.                       | 22 de julio  | 00:00 | Sin transmisión |
| Tercera | Bello Independiente | 0 : 3 | Caporos Sinú        | O.K.                       | 29 de julio  | 00:00 | Sin transmisión |
| Tercera | Visionarios         | 3 : 2 | Bolívar FSC         | Las Delicias, Sincelejo    | 29 de julio  | 20:00 | Sin transmisión |
| Tercera | Real Valledupar     | 3 : 0 | Esmeraldas          | Julio Monsalvo, Valledupar | 29 de julio  | 20:00 | Sin transmisión |
| Tercera | Indep. Santander    | 5 : 1 | Heroicos            | Edmundo Luna, Bucaramanga  | 29 de julio  | 20:00 | Sin transmisión |
| Cuarta  | Indep. Santander    | 3 : 6 | Visionarios         | Edmundo Luna, Bucaramanga  | 2 de agosto  | 20:00 | Sin transmisión |
| Cuarta  | Esmeraldas          | :     | Bello Independiente | O.K.                       | 2 de agosto  | 00:00 | Sin transmisión |
| Cuarta  | Heroicos            | 1 : 1 | Real Valledupar     | Northon Madrid, Cartagena  | 5 de agosto  | 20:00 | Sin transmisión |
| Cuarta  | Caporos Sinú        | :     | Bolívar FSC         | Miguel Happy, Montería     | Aplazado     | 16:00 | Sin transmisión |
| Quinta  | Visionarios         | 7 : 5 | Caporos Sinú        | Las Delicias, Sincelejo    | 12 de agosto | 18:00 | Sin transmisión |
| Quinta  | Real Valledupar     | 1 : 1 | Indep. Santander    | Julio Monsalvo, Valledupar | 12 de agosto | 19:00 | Sin transmisión |
| Quinta  | Bello Independiente | 0 : 3 | Heroicos            | O.K.                       | 12 de agosto | 00:00 | Sin transmisión |
| Quinta  | Bolívar FS          | 3 : 0 | Esmeraldas          | O.K.                       | 12 de agosto | 00:00 | Sin transmisión |
| Sexta   | Heroicos            | 3 : 5 | Bolívar FS          | Northon Madrid, Cartagena  | 19 de agosto | 16:30 | Sin transmisión |
| Sexta   | Real Valledupar     | 1 : 0 | Visionarios         | Julio Monsalvo, Sincelejo  | 19 de agosto | 18:00 | Sin transmisión |
| Sexta   | Esmeraldas          | 0 : 3 | Caporos del Sinú    |                            | O.K.         | 00:00 | Sin transmisión |
| Sexta   | Indep. Santander    | 3 : 0 | Bello Independiente |                            | O.K.         | 00:00 | Sin transmisión |
| Séptima | Caporos Sinú        | 5 : 4 | Heroicos            | Montería                   |              |       |                 |
| Séptima | Bolívar FS          | 4 : 1 | Indep. Santander    |                            |              |       |                 |
| Séptima | Visionarios         | 3 : 0 | Esmeraldas          |                            |              |       |                 |
| Séptima | Bello Independiente | 0 : 3 | Real Valledupar     |                            |              |       |                 |

### Grupo B
| Equipo            | Pts | SC | PJ | PG | PE | PP | GF | GC | Dif |
| ----------------- | --- | -- | -- | -- | -- | -- | -- | -- | --- |
| Faraones Pitalito | 27  | 3  | 14 | 12 | 0  | 2  | 88 | 32 | 56  |
| Tundama FSC       | 17  | 3  | 14 | 6  | 2  | 6  | 50 | 41 | 9   |
| Guerreros Pijaos  | 17  | 1  | 14 | 8  | 0  | 6  | 55 | 56 | -1  |
| Belcor Halcones   | 16  | 3  | 13 | 5  | 3  | 5  | 39 | 54 | -15 |
| La Noria FSC      | 16  | 2  | 14 | 5  | 4  | 6  | 51 | 57 | -6  |
| Alianza Oriente   | 10  | 0  | 12 | 4  | 2  | 6  | 39 | 49 | -10 |
| Sabana CFS        | 10  | 0  | 13 | 3  | 4  | 6  | 67 | 59 | 8   |
| Real Opita        | 5   | 0  | 12 | 2  | 1  | 9  | 22 | 63 | -41 |

| Primera | Tundama FSC      | 4 : 2  | Guereros Pijaos  | Municipal de Paipa          | 20 de mayo  | 18:00 | Sin transmisión |
| Primera | Halcones         | 4 : 0  | Real Opita       | León XIII, Soacha           | 20 de mayo  | 19:00 | Sin transmisión |
| Primera | Alianza Oriente  | 1 : 1  | Sabana           | Gustavo Moya, Une           | 20 de mayo  | 20:00 | Sin transmisión |
| Primera | Faraones         | 5 : 2  | La Noria         | Municipal de Pitalito       | 20 de mayo  | 20:00 | Sin transmisión |
| Segunda | La Noria         | 4 : 2  | Tundama FSC      | Coburgo, Fusagasugá         | 27 de mayo  | 16:30 | Señal Colombia  |
| Segunda | Sabana           | 13 : 5 | Guerreros Pijaos | Municipal de Cogua          | 27 de mayo  | 19:00 | Sin transmisión |
| Segunda | Real Opita       | 1 : 3  | Faraones         | Álvaro Sanchez, Neiva       | 27 de mayo  | 20:00 | Sin transmisión |
| Segunda | Alianza Oriente  | 1 : 3  | Halcones         | Gustavo Moya, Une           | 27 de mayo  | 20:00 | Sin transmisión |
| Tercera | Faraones         | 11 : 2 | Alianza Oriente  | Municipal de Pitalito       | 2 de junio  | 20:00 | Sin transmisión |
| Tercera | Guerreos Pijaos  | 3 : 1  | La Noria         | La Magdalena, El Espinal    | 3 de junio  | 16:00 | Sin transmisión |
| Tercera | Halcones         | 3 : 3  | Sabana           | León XIII, Soacha           | 3 de junio  | 19:00 | Sin transmisión |
| Tercera | Tundama FSC      | 3 : 0  | Real Opita       | Mayor de Duitama            | 4 de junio  | 15:00 | Sin transmisión |
| Cuarta  | Sabana           | 7 : 7  | La Noria         | Municipal de Cogua          | 7 de junio  | 19:00 | Sin transmisión |
| Cuarta  | Halcones         | 1 : 2  | Faraones         | León XII, Soacha            | 7 de junio  | 19:00 | Sin transmisión |
| Cuarta  | Real Opita       | 2 : 1  | Guerreros Pijaos | Álvaro Sánchez Silva, Neiva | 7 de junio  | 20:00 | Sin transmisión |
| Cuarta  | Alianza Oriente  | 5 : 3  | Tundama FSC      | Gustavo Moya, Une           | 7 de junio  | 20:00 | Sin transmisión |
| Quinta  | Guerreros Pijaos | 4 : 6  | Alianza Oriente  | La Magdalena, El Espinal    | 10 de junio | 16:00 | Sin transmisión |
| Quinta  | La Noria         | 2 : 1  | Real Opita       | Coburgo, Fusagasugá         | 10 de junio | 18:00 | Sin transmisión |
| Quinta  | Faraones         | 4 : 2  | Sabana           | Municipal de Pitalito       | 10 de junio | 19:00 | Sin transmisión |
| Quinta  | Tundama FSC      | 6 : 2  | Halcones         | Mayor de Duitama            | 11 de junio | 20:00 | Sin transmisión |
| Sexta   | Sabana           | 14 : 1 | Real Opita       | Municipal de Cogua          | 17 de junio | 19:00 | Sin transmisión |
| Sexta   | Halcones         | 4 : 3  | Guerreros Pijaos | Leon XIII, Soacha           | 17 de junio | 19:00 | Sin transmisión |
| Sexta   | Alianza Oriente  | 1 : 1  | La Noria         | Gustavo Moya, Une           | 18 de junio | 20:00 | Sin transmisión |
| Sexta   | Faranoes         | 6 : 3  | Tundama FSC      | Municipal de Pitalito       | 18 de junio | 20:00 | Sin transmisión |
| Séptima | Guerreros Pijaos | 4 : 2  | Faraones         | La Magdalena, El Espinal    | 24 de junio | 16:30 | Señal Colombia  |
| Séptima | Tundama FSC      | 4 : 4  | Sabana           | Mayor de Duitama            | 24 de junio | 18:00 | Sin transmisión |
| Séptima | La Noria         | 4 : 4  | Halcones         | Coburgo de Fusagasugá       | 24 de junio | 20:00 | Sin transmisión |
| Séptima | Real Opita       | 6 : 4  | Alianza Oriente  | Álvaro Sanchez, Neiva       | 24 de junio | 20:00 | Sin transmisión |

| Primera | Guerreros Pijaos | 2 : 0       | La Noria         | La Magdalena, El Espinal | 1 de julio | 16:00 | Sin transmisión |
| Primera | Sabana           | 3 : 3       | Halcones         | Municipal de Cogua       | 1 de julio | 19:00 | Sin transmisión |
| Primera | Real Opita       | 0 : 4       | Faraones         | Álvaro Sanchez, Neiva    | 1 de julio | 20:00 | Sin transmisión |
| Primera | Alianza Oriente  | 2 : 4       | Tundama FSC      | Gustavo Moya, Une        | 1 de julio | 20:00 | Sin transmisión |
| Segunda | Faraones         | 5 : 4       | Real Opita       | Municipal de Pitalito    | 7 de julio | 00:00 | Sin transmisión |
| Segunda | Tundama FSC      | 5 : 5       | Alianza Oriente  | Mayor de Duitama         | 8 de julio | 00:00 | Sin transmisión |
| Segunda | Halcones         | 3 : 1       | Sabana           | Leon XIV, Soacha         | 8 de julio | 00:00 | Sin transmisión |
| Segunda | La Noria         | 1 : 0 (2:1) | Guerreros Pijaos | Coburgo, Fusagasugá      | 8 de julio | 00:00 | Sin transmisión |

| Primera | Guerreros Pijaos | 2 : 1  | Tundama FSC      | La Magdalena, El Espinal | 15 de julio  | 16:30 | Sin transmisión |
| Primera | Sabana CFS       | 2 : 5  | Alianza Oriente  | Municipal de Cogua       | 15 de julio  | 16:30 | Señal Colombia  |
| Primera | La Noria         | 2 : 7  | Faraones         | Coburgo, Fusagasugá      | 15 de julio  | 00:00 | Sin transmisión |
| Primera | Real Opita       | 1 : 4  | Halcones         | Álvaro Sanchez, Neiva    | 15 de julio  | 20:00 | Sin transmisión |
| Segunda | Guerreros Pijaos | 6 : 2  | Sanana CFS       | La Magdalena, El Espinal | 22 de julio  | 16:00 | Sin transmisión |
| Segunda | Tundama FSC      | 5 : 1  | La Noria         | Mayor de Duitama         | 22 de julio  | 16:30 | Señal Colombia  |
| Segunda | Faraones         | 12 : 3 | Real Opita       | Municipal de Pitalito    | 22 de julio  | 20:00 | Sin transmisión |
| Segunda | Halcones Belcor  | :      | Alianza Oriente  | León XIII, Soacha        | Aplazado     | 00:00 | Sin transmisión |
| Tercera | Sabana CFS       | 7 : 3  | Halcones Belcor  | La Luna, Chía            | 29 de julio  | 20:00 | Sin transmisión |
| Tercera | Alianza Oriente  | 3 : 4  | Faraones         | Gustavo Moya, Une        | 29 de julio  | 20:00 | Sin transmisión |
| Tercera | Real Opita       | 4 : 4  | Tundama FSC      | Álvaro Sanchez, Neiva    | 29 de julio  | 20:00 | Sin transmisión |
| Tercera | La Noria         | 2 : 6  | Guerreros Pijaos | Coburgo, Fusagasugá      | 29 de julio  | 20:00 | Sin transmisión |
| Cuarta  | Tundama FSC      | 2 : 3  | Alianza Oriente  | Mayor de Duitama         | 2 de agosto  | 19:00 | Sin transmisión |
| Cuarta  | La Noria         | 6 : 5  | Sabana CFS       | Coburgo, Fusagasugá      | 2 de agosto  | 20:00 | Sin transmisión |
| Cuarta  | Guerreros Pijaos | 4 : 1  | Real Opita       | La Magdalena, El Espinal | 2 de agosto  | 20:00 | Sin transmisión |
| Cuarta  | Faraones         | 12 : 1 | Halcones Belcor  | Municipal de Pitalito    | 2 de agosto  | 20:00 | Sin transmisión |
| Quinta  | Halcones Belcor  | 4 : 3  | Tundama FSC      | León XIII, Soacha        | 12 de agosto | 16:30 | Señal Colombia  |
| Quinta  | Sabana CFS       | 3 : 6  | Faraones         | La Luna, Chía            | 12 de agosto | 19:00 | Sin transmisión |
| Quinta  | Alianza Oriente  | 3 : 5  | Guerreros Pijaos | Gustavo Moya, Une        | 12 de agosto | 20:00 | Sin transmisión |
| Quinta  | Real Opita       | 2 : 8  | La Noria         | Álvaro Sanchez, Neiva    | 12 de agosto | 20:00 | Sin transmisión |
| Sexta   | La Noria         | 7 : 5  | Alianza Oriente  | Coburgo, Fusagasugá      | 18 de agosto | 19:00 | Sin transmisión |
| Sexta   | Guerreros Pijaos | 8 : 2  | Halcones Belcor  | La Magdalena, El Espinal | 19 de agosto | 16:00 | Sin transmisión |
| Sexta   | Tundama FSC      | 2 : 1  | Faraones         | Mayor de Duitama         | 19 de agosto | 19:00 | Sin transmisión |
| Sexta   | Real Opita       | :      | Sabana CFS       | Álvaro Sanchez, Neiva    | 19 de agosto | 20:00 | Sin transmisión |
| Séptima | Faraones         | 13 : 2 | Guerreros Pijaos |                          |              |       |                 |
| Séptima | Halcones         | 4 : 4  | La Noria         |                          |              |       |                 |
| Séptima | Sabana CFS       | 3 : 8  | Tundama FSC      |                          |              |       |                 |
| Séptima | :                |        |                  |                          |              |       |                 |

### Grupo C
| Equipo                | Pts | SC | PJ | PG | PE | PP | GF | GC | Dif |
| --------------------- | --- | -- | -- | -- | -- | -- | -- | -- | --- |
| Caciques del Quindío  | 26  | 3  | 14 | 11 | 1  | 2  | 79 | 43 | 36  |
| Palmira Futsalón      | 19  | 0  | 14 | 9  | 1  | 4  | 46 | 40 | 6   |
| Tuluá                 | 19  | 3  | 14 | 7  | 2  | 5  | 61 | 49 | 12  |
| Nariño FS             | 18  | 3  | 13 | 7  | 1  | 5  | 54 | 51 | 3   |
| Milagroso Buga        | 17  | 3  | 13 | 6  | 2  | 5  | 64 | 54 | 10  |
| Real Caldas           | 16  | 0  | 14 | 7  | 2  | 5  | 65 | 51 | 14  |
| Talentos Dosquebradas | 5   | 0  | 14 | 2  | 1  | 11 | 58 | 69 | -11 |
| Campaz Futsal         | 3   | 0  | 14 | 1  | 0  | 13 | 28 | 98 | -70 |

| Primera | Caciques              | 7 : 5  | Tuluá                 | Sur de Calarcá              | 20 de mayo  | 20:00 | Sin transmisión |
| Primera | Campaz Futsal         | 0 : 4  | Real Caldas           | Barrio El Sena, Cali        | 20 de mayo  | 20:00 | Sin transmisión |
| Primera | Milagroso             | 3 : 3  | Nariño FS             | Luis Ignacio Álvarez, Buga  | 21 de mayo  | 15:00 | Sin transmisión |
| Primera | Palmira Futsalón      | 3 : 2  | Talentos Dosquebradas | Ramón E. Mazuera, Palmira   | 21 de mayo  | 18:00 | Sin transmisión |
| Segunda | Tuluá                 | 8 : 3  | Nariño                | Benicio Echeverry, Tuluá    | 27 de mayo  | 20:00 | Sin transmisión |
| Segunda | Real Caldas           | 6 : 3  | Palmira Futsalón      | Ramón Marín, Manizales      | 27 de mayo  | 20:00 | Sin transmisión |
| Segunda | Caciques              | 9 : 0  | Campaz Futsal         | Sur de Calarcá              | 27 de mayo  | 20:00 | Sin transmisión |
| Segunda | Talentos Dosquebradas | 3 : 3  | Milagroso             | Municipal de Dosquebradas   | 28 de mayo  | 15:00 | Sin transmisión |
| Tercera | Palmira Futsalón      | 1 : 0  | Caciques              | Ramón E. Mazuera, Palmira   | 3 de junio  | 16:30 | Señal Colombia  |
| Tercera | Campaz Futsal         | 1 : 7  | Tuluá                 | Barrio El Sena, Cali        | 3 de junio  | 20:00 | Sin transmisión |
| Tercera | Milagroso             | 4 : 0  | Real Caldas           | Luis Ignacio Álvarez, Buga  | 3 de junio  | 20:00 | Sin transmisión |
| Tercera | Nariño FS             | 4 : 3  | Pereira FS            | Sergio Antonio Ruano, Pasto | 3 de junio  | 20:00 | Sin transmisión |
| Cuarta  | Tuluá                 | 5 : 2  | Pereira FS            | Benicio Echeverry           | 7 de junio  | 20:00 | Sin transmisión |
| Cuarta  | Real Caldas           | 6 : 2  | Nariño FS             | Ramón Marín, Manizales      | 7 de junio  | 20:00 | Sin transmisión |
| Cuarta  | Caciques              | 5 : 4  | Milagrosos            | Sur de Calarcá              | 7 de junio  | 20:00 | Sin transmisión |
| Cuarta  | Campaz Futsal         | 2 : 5  | Palmira Futsalón      | Barrio El Sena, Cali        | 7 de junio  | 20:00 | Sin transmisión |
| Quinta  | Palmira Futsalón      | 5 : 2  | Tuluá                 | Ramón Manzuera, Palmira     | 10 de junio | 19:00 | Sin transmisión |
| Quinta  | Milagroso Buga        | 10 : 0 | Campaz Futsal         | Luis Ignacio Álvarez, Buga  | 10 de junio | 20:00 | Sin transmisión |
| Quinta  | Nariño FS             | 6 : 5  | Caciques              | Sergio Antonio Ruano, Pasto | 10 de junio | 20:00 | Sin transmisión |
| Quinta  | Dosquebradas          | 4 : 5  | Real Caldas           | Municipal de Dosquebradas   | 10 de junio | 20:00 | Sin transmisión |
| Sexta   | Tuluá                 | 4 : 4  | Real Caldas           | Benicio Echeverry, Tuluá    | 17 de junio | 16:30 | Señal Colombia  |
| Sexta   | Palmira Futsalón      | 5 : 2  | Milagroso Buga        | Ramón Manzuera, Palmira     | 17 de junio | 19:00 | Sin transmisión |
| Sexta   | Caciques              | 8 : 5  | Dosquebradas          | Sur de Calarcá              | 17 de junio | 20:00 | Sin transmisión |
| Sexta   | Campaz Futsal         | 1 : 5  | Nariño FS             | El Sena, Cali               | 17 de junio | 20:00 | Sin transmisión |
| Séptima | Real Caldas           | 2 : 2  | Caciques              | Ramón Marín, Manizales      | 21 de junio | 20:00 | Sin transmisión |
| Séptima | Milagroso Buga        | 8 : 4  | Tuluá                 | Luis I. Álvarez, Buga       | 24 de junio | 20:00 | Sin transmisión |
| Séptima | Nariño FS             | 3 : 4  | Palmira Futsalón      | Sergio Ruano, Pasto         | 24 de junio | 20:00 | Sin transmisión |
| Séptima | Dosquebradas          | 4 : 1  | Campaz Futsal         | Municipal de Dosquebradas   | 24 de junio | 20:00 | Sin transmisión |

| Primera | Milagroso Buga   | 7 : 3 | Palmira Futsalón | Luis I. Álvarez, Buga         | 1 de julio | 16:30 | Señal Colombia  |
| Primera | Dosquebradas     | 4 : 5 | Caciques         | Municipal de Dosquebradas     | 1 de julio | 20:00 | Sin transmisión |
| Primera | Campaz Fustal    | 1 : 4 | Nariño FS        | Barrio El Sena, Cali          | 1 de julio | 20:00 | Sin transmisión |
| Primera | Tuluá            | 4 : 3 | Real Caldas      | Benecio Echeverry, Tuluá      | 1 de julio | 20:00 | Sin transmisión |
| Segunda | Palmira Futsalón | 1 : 3 | Milagroso Buga   | Ramon Elías, Palmira          | 6 de julio | 00:00 | Sin transmisión |
| Segunda | Caciques         | 4 : 3 | Dosquebradas     | Sur de Calarcá                | 8 de julio | 00:00 | Sin transmisión |
| Segunda | Nariño FS        | 8 : 7 | Campaz Futsal    | Sergio Antonio Ruano, Pasto   | 8 de julio | 00:00 | Sin transmisión |
| Segunda | Real Caldas      | 3 : 3 | Tuluá            | Ramon Marin Vargas, Manizales | 8 de julio | 00:00 | Sin transmisión |

| Primera | Tuluá            | 1 : 3  | Caciques         | Benicio Echeverria          | 13 de julio  | 00:00 | Sin transmisión |
| Primera | Real Caldas      | 11 : 3 | Campaz Futsal    | Ramón Marín, Manizales      | 15 de julio  | 00:00 | Sin transmisión |
| Primera | Dosquebradas FS  | 7 : 2  | Palmira Futsalon | Municipal de Dosquebradas   | 15 de julio  | 00:00 | Sin transmisión |
| Primera | Nariño FS        | :      | Milagroso Buga   | Sergio Antonio Ruano, Pasto | Aplazado     | 00:00 | Sin transmisión |
| Segunda | Milagroso Buga   | 5 : 3  | Dosquebradas FS  | Luis I. Álvarez, Buga       | 22 de julio  | 20:00 | Sin transmisión |
| Segunda | Palmira Futsalón | 3 : 0  | Real Caldas      | Ramón Marin, Manizales      | 23 de julio  | 15:00 | Sin transmisión |
| Segunda | Campaz Futsal    | 0 : 7  | Caciques         | Barrio El Sena, Cali        | 26 de julio  | 20:00 | Sin transmisión |
| Segunda | Nariño FS        | 5 : 2  | Tuluá            | Sergio Antonio Ruano, Pasto | Aplazado     | 00:00 | Sin transmisión |
| Tercera | Dosquebradas     | 2 : 3  | Nariño FS        | Municipal de Dosquebradas   | 29 de julio  | 16:30 | Señal Colombia  |
| Tercera | Tuluá            | 6 : 2  | Campaz Futsal    | Benicio Echeverry, Tuluá    | 29 de julio  | 20:00 | Sin transmisión |
| Tercera | Caciques Quindío | 5 : 2  | Palmira Futsalón | Sur de Calarcá              | 29 de julio  | 20:00 | Sin transmisión |
| Tercera | Real Caldas      | 11 : 5 | Milagroso Buga   | Manizales                   | 29 de julio  | 20:00 | Sin transmisión |
| Cuarta  | Dosquebradas     | 5 : 6  | Tuluá            | Municipal de Dosquebradas   | 2 de agosto  | 20:00 | Sin transmisión |
| Cuarta  | Nariño FS        | 6 : 4  | Real Caldas      | Sergio Antonio, Pasto       | 2 de agosto  | 20:00 | Sin transmisión |
| Cuarta  | Palmira Futsalón | 5 : 1  | Campaz Futsal    | Ramón E. Manzuera, Palmira  | 2 de agosto  | 20:00 | Sin transmisión |
| Cuarta  | Milagroso Buga   | 4 : 5  | Caciques Quindío | Luis I. Álvarez, Buga       | Aplazado     | 20:00 | Sin transmisión |
| Quinta  | Tuluá            | 1 : 1  | Palmira Futsalón | Benicio Echeverry           | 12 de agosto | 20:00 | Sin transmisión |
| Quinta  | Caciques Quindío | 8 : 4  | Nariño FS        | Sur de Calarcá              | 12 de agosto | 20:00 | Sin transmisión |
| Quinta  | Real Caldas      | 7 : 3  | Dosquebradas     | Ramón Marin, Manizales      | 12 de agosto | 20:00 | Sin transmisión |
| Quinta  | Campaz Futsal    | 5 : 8  | Milagroso Buga   | Barrio El Sena, Cali        | 16 de agosto | 20:00 | Sin transmisión |
| Sexta   | Dosquebradas     | 6 : 7  | Caciques Quindío | Municipal de Dosquebradas   | 16 de agosto | 20:00 | Sin transmisión |
| Sexta   | Nariño FS        | 8 : 2  | Campaz Futsal    | Cubierto de Yacuanquer      | 19 de agosto | 19:00 | Sin transmisión |
| Sexta   | Real Caldas      | 2 : 2  | Tuluá            | Ramón Marin, Manizales      | 19 de agosto | 20:00 | Sin transmisión |
| Sexta   | Milagroso Buga   | 7 : 4  | Palmira Futsalón | Luis Álvarez, Buga          | 19 de agosto | 20:00 | Sin transmisión |
| Séptima | Caciques         | 8 : 3  | Real Caldas      |                             |              |       |                 |
| Séptima | Palmira Futsalón | 3 : 2  | Nariño FS        |                             |              |       |                 |
| Séptima | Tuluá            | 6 : 1  | Milagroso Buga   |                             |              |       |                 |
| Séptima | Campaz Futsal    | 10 : 9 | Dosquebradas     |                             |              |       |                 |

### Tabla de sextos lugares
| GR | Equipo                  | Pts | PJ | PG | PE | PP | GF | GC | Dif |
| -- | ----------------------- | --- | -- | -- | -- | -- | -- | -- | --- |
| C  | Real Caldas             | 16  | 14 | 7  | 2  | 5  | 65 | 51 | 14  |
| A  | Independiente Santander | 13  | 14 | 5  | 1  | 8  | 37 | 44 | -7  |
| B  | Alianza Oriente         | 10  | 12 | 4  | 2  | 6  | 39 | 49 | -10 |

## Cuadro final
A partir de aquí se juegan llaves de eliminación directa en juegos de ida y vuelta siendo el local en el segundo partido el equipo con mejor clasificación.
|  | Octavos de final      | Octavos de final      | Octavos de final      |                      |   | Cuartos de final       | Cuartos de final       | Cuartos de final       |  |  | Semifinales                      | Semifinales                      | Semifinales                      |  |  | Final               | Final               | Final               |
|  | 2 al 10 de septiembre | 2 al 10 de septiembre | 2 al 10 de septiembre |                      |   | 16 al 23 de septiembre | 16 al 23 de septiembre | 16 al 23 de septiembre |  |  | 30 de septiembre al 7 de octubre | 30 de septiembre al 7 de octubre | 30 de septiembre al 7 de octubre |  |  | 14 al 21 de octubre | 14 al 21 de octubre | 14 al 21 de octubre |
|  |                       |                       |                       |                      |   |                        |                        |                        |  |  |                                  |                                  |                                  |  |  |                     |                     |                     |
|  |                       |                       |                       |                      |   |                        |                        |                        |  |  |                                  |                                  |                                  |  |  |                     |                     |                     |
|  |                       |                       |                       |                      |   |                        |                        |                        |  |  |                                  |                                  |                                  |  |  |                     |                     |                     |
|  | Visionarios           | 2                     | 3                     |                      |   |                        |                        |                        |  |  |                                  |                                  |                                  |  |  |                     |                     |                     |
|  | Visionarios           | 2                     | 3                     |                      |   |                        |                        |                        |  |  |                                  |                                  |                                  |  |  |                     |                     |                     |
|  | Real Caldas           | 3                     | 1                     |                      |   |                        |                        |                        |  |  |                                  |                                  |                                  |  |  |                     |                     |                     |
|  | Real Caldas           | 3                     | 1                     | Visionarios          | 4 | 3                      |                        |                        |  |  |                                  |                                  |                                  |  |  |                     |                     |                     |
|  |                       |                       |                       |                      | 4 | 3                      |                        |                        |  |  |                                  |                                  |                                  |  |  |                     |                     |                     |
|  |                       | Tuluá                 | 4                     | 2                    |   |                        |                        |                        |  |  |                                  |                                  |                                  |  |  |                     |                     |                     |
|  | Tuluá                 | Tuluá                 | 4                     | 2                    | 3 | 5                      |                        |                        |  |  |                                  |                                  |                                  |  |  |                     |                     |                     |
|  | Tuluá                 |                       |                       |                      | 3 | 5                      |                        |                        |  |  |                                  |                                  |                                  |  |  |                     |                     |                     |
|  | Guerreros             | 1                     | 4                     |                      |   |                        |                        |                        |  |  |                                  |                                  |                                  |  |  |                     |                     |                     |
|  | Guerreros             | 1                     | 4                     | Visionarios          | 5 | 5                      |                        |                        |  |  |                                  |                                  |                                  |  |  |                     |                     |                     |
|  |                       |                       |                       |                      | 5 | 5                      |                        |                        |  |  |                                  |                                  |                                  |  |  |                     |                     |                     |
|  |                       | Milagroso Buga        | 5                     | 3                    |   |                        |                        |                        |  |  |                                  |                                  |                                  |  |  |                     |                     |                     |
|  | Real Valledupar       | Milagroso Buga        | 5                     | 3                    | 3 | 4 (4)                  |                        |                        |  |  |                                  |                                  |                                  |  |  |                     |                     |                     |
|  | Real Valledupar       |                       |                       |                      | 3 | 4 (4)                  |                        |                        |  |  |                                  |                                  |                                  |  |  |                     |                     |                     |
|  | Milagroso Buga (p.)   | 4                     | 3 (5)                 |                      |   |                        |                        |                        |  |  |                                  |                                  |                                  |  |  |                     |                     |                     |
|  | Milagroso Buga (p.)   | 4                     | 3 (5)                 | Bolívar FS           | 1 | 5                      |                        |                        |  |  |                                  |                                  |                                  |  |  |                     |                     |                     |
|  |                       |                       |                       |                      | 1 | 5                      |                        |                        |  |  |                                  |                                  |                                  |  |  |                     |                     |                     |
|  |                       | Milagroso Buga        | 9                     | 4                    |   |                        |                        |                        |  |  |                                  |                                  |                                  |  |  |                     |                     |                     |
|  | Halcones Belcorp      | Milagroso Buga        | 9                     | 4                    | 1 | 3                      |                        |                        |  |  |                                  |                                  |                                  |  |  |                     |                     |                     |
|  | Halcones Belcorp      |                       |                       |                      | 1 | 3                      |                        |                        |  |  |                                  |                                  |                                  |  |  |                     |                     |                     |
|  | Bolívar FS            | 4                     | 4                     |                      |   |                        |                        |                        |  |  |                                  |                                  |                                  |  |  |                     |                     |                     |
|  | Bolívar FS            | 4                     | 4                     | Caciques del Quindío | 2 | 10 (0)                 |                        |                        |  |  |                                  |                                  |                                  |  |  |                     |                     |                     |
|  |                       |                       |                       |                      | 2 | 10 (0)                 |                        |                        |  |  |                                  |                                  |                                  |  |  |                     |                     |                     |
|  |                       | Visionarios           | 5                     | 3 (1)                |   |                        |                        |                        |  |  |                                  |                                  |                                  |  |  |                     |                     |                     |
|  | Faraones Pitalito     | Visionarios           | 5                     | 3 (1)                | 4 | 3                      |                        |                        |  |  |                                  |                                  |                                  |  |  |                     |                     |                     |
|  | Faraones Pitalito     |                       |                       |                      | 4 | 3                      |                        |                        |  |  |                                  |                                  |                                  |  |  |                     |                     |                     |
|  | Caporos Sinú          | 2                     | 0                     |                      |   |                        |                        |                        |  |  |                                  |                                  |                                  |  |  |                     |                     |                     |
|  | Caporos Sinú          | 2                     | 0                     | Faraones Pitalito    | 2 | 5                      |                        |                        |  |  |                                  |                                  |                                  |  |  |                     |                     |                     |
|  |                       |                       |                       |                      | 2 | 5                      |                        |                        |  |  |                                  |                                  |                                  |  |  |                     |                     |                     |
|  |                       | Heroicos FSC          | 2                     | 1                    |   |                        |                        |                        |  |  |                                  |                                  |                                  |  |  |                     |                     |                     |
|  | Heroicos FSC          | Heroicos FSC          | 2                     | 1                    | 2 | 7                      |                        |                        |  |  |                                  |                                  |                                  |  |  |                     |                     |                     |
|  | Heroicos FSC          |                       |                       |                      | 2 | 7                      |                        |                        |  |  |                                  |                                  |                                  |  |  |                     |                     |                     |
|  | Nariño FS             | 6                     | 1                     |                      |   |                        |                        |                        |  |  |                                  |                                  |                                  |  |  |                     |                     |                     |
|  | Nariño FS             | 6                     | 1                     | Faraones Pitalito    | 0 | 8                      |                        |                        |  |  |                                  |                                  |                                  |  |  |                     |                     |                     |
|  |                       |                       |                       |                      | 0 | 8                      |                        |                        |  |  |                                  |                                  |                                  |  |  |                     |                     |                     |
|  |                       | Caciques del Quindío  | 7                     | 3                    |   |                        |                        |                        |  |  |                                  |                                  |                                  |  |  |                     |                     |                     |
|  | Caciques del Quindío  | Caciques del Quindío  | 7                     | 3                    | 4 | 6                      |                        |                        |  |  |                                  |                                  |                                  |  |  |                     |                     |                     |
|  | Caciques del Quindío  |                       |                       |                      | 4 | 6                      |                        |                        |  |  |                                  |                                  |                                  |  |  |                     |                     |                     |
|  | La Noria FS           | 5                     | 3                     |                      |   |                        |                        |                        |  |  |                                  |                                  |                                  |  |  |                     |                     |                     |
|  | La Noria FS           | 5                     | 3                     | Caciques del Quindío | 4 | 6                      |                        |                        |  |  |                                  |                                  |                                  |  |  |                     |                     |                     |
|  |                       |                       |                       |                      | 4 | 6                      |                        |                        |  |  |                                  |                                  |                                  |  |  |                     |                     |                     |
|  |                       | Palmira Futsalón      | 2                     | 5                    |   |                        |                        |                        |  |  |                                  |                                  |                                  |  |  |                     |                     |                     |
|  | Tundama FSC           | Palmira Futsalón      | 2                     | 5                    | 1 | 1                      |                        |                        |  |  |                                  |                                  |                                  |  |  |                     |                     |                     |
|  | Tundama FSC           |                       |                       |                      | 1 | 1                      |                        |                        |  |  |                                  |                                  |                                  |  |  |                     |                     |                     |
|  | Palmira Futsalón      | 4                     | 3                     |                      |   |                        |                        |                        |  |  |                                  |                                  |                                  |  |  |                     |                     |                     |

- Nota 1: En cada llave, el equipo ubicado en la primera línea es el que ejerce la localía en el partido de vuelta.

| Colombia                                       |
| Campeón Visionarios de Sincelejo Primer título |

## Goleadores
- Actualizada al 2 de octubre de 2017[7]

| Jugador       | Equipo           | Goles |
| Jhon Venté    | Milagroso Buga   | 33    |
| Carlos Mendez | Caciques Quindío | 29    |
| ------------- | ---------------- | ----- |